# 方榮翔
方榮翔（1925年9月6日—1989年4月22日），男，北京人，中国京劇表演艺术家，工淨行，榮春社科班出身，裘盛戎的傳人。

## 生平
從小在尚小雲辦的科班裡學習京劇表演藝術，后拜裘盛戎先生學藝，抗美援朝期間，他跟裘先生到戰地給中國人民志願軍唱戲。
1956年起到山東省京劇團工作，是現代京劇（京劇現代戲）《奇襲白虎團》的主要創作和演出人員：參加劇本創作和唱腔身段創作，主演王團長這個淨行正派角色。
《奇襲白虎團》在文化大革命裡被列進第1批8個樣板戲，1970年開拍彩色京劇電影，1972年公開上映。

## 作品
他主演現代京劇（京劇現代戲）《雪花飄》的電視京劇（京劇電視劇）。

## 弟子
台灣京劇女演員王海波是他的學生。